# اقتصاد كينيا
اقتصاد كينيا هو اقتصاد قائم على السوق مع نظام تجارة خارجية متحرر وعدد قليل من الشركات الحكومية. تضم قائمة الصناعة الرئيسية الزراعة، وصيد الأسماك، والتعدين، والطاقة، والتصنيع، والسياحة والخدمات المالية. مع حلول عام 2019، قُدّر الناتج المحلي الإجمالي لكينيا بقيمة بلغت 99,246 مليار دولار أمريكي أما حصة الفرد من الناتج المحلي الإجمالي فكانت 2,010 دولار أمريكي ما يجعل من كينيا في المرتبة 62 كأكبر اقتصاد في العالم.
تُعتبر الحكومة الكينية حكومة مُشجعة للاستثمار بشكل عام فقد أقرت العديد من الإصلاحات التنظيمية لتسهيل كلًا من الاستثمار الأجنبي والمحلي، بما في ذلك إنشاء منطقة تجارة حرة. تُشكّل التحويلات المالية من الكينيين غير المقيمين والذين يعملون في الولايات المتحدة، والشرق الأوسط، وأوروبا وآسيا، جزءًا كبيرًا ومتزايدًا من التدفقات المالية الأجنبية في كينيا.
مع حلول سبتمبر من عام 2018، كانت التوقعات الاقتصادية لكينيا تتسم بالإيجابية مع نمو متوقع للناتج المحلي الإجمالي بأكثر من 6%، ويرجع ذلك بشكل كبير إلى التوسع في قطاعات الاتصالات، والنقل والبناء وإلى الانتعاش في الزراعة. كانت هذه التحسينات مدعومة بمجموعة كبيرة من عمال محترفين وعلى مستوى عالٍ من التعليم. كما أن هناك مستوى عالٍ من الإلمام الرقمي والتكنولوجي والابتكار في كينيا، لا سيما بين الشباب الكينيين.
في عام 2018، صنّف البنك الدولي كينيا في المرتبة 61 على مؤشر سهولة ممارسة الأعمال التجارية، في تحسّن للتصنيف من المرتبة 80 في عام 2017 (من أصل 190 دولة). على سبيل المقارنة مع جيرانها، تتميز كينيا ببنية تحتية مادية واجتماعية مطوّرة على نحو جيد.
في عام 2020، احتلت كينيا المرتبة 56 في تصنيف البنك الدولي لسهولة ممارسة الأعمال التجارية، بعد أن كانت 61 في عام 2019 (من 190 دولة).
حلّت كينيا في المركز 100 في مؤشر الابتكار العالمي عام 2023، ثم تقدمت للمركز 96 وفق مؤشر 2024.

## التاريخ الاقتصادي
دُمج الحزام الساحلي لكينيا بالاقتصاد العالمي من خلال طرق التجارة العالمية القديمة التي امتدت عبر أفريقيا، وآسيا وأوروبا في الفترة بين 70 و1500 بعد الميلاد. كان التجار الأجانب يجلبون معهم بضاعتهم إلى الساحل الكيني ليغادروا وبحوزتهم البضائع الأفريقية. في عام 1499 بعد الميلاد، عاد المستكشف البرتغالي فاسكو دا غاما أدراجه بعد اكتشافه الطريق البحري إلى الهند عبر جنوب أفريقيا. سمحت هذه الطرق التجارية الجديدة للدول الأوروبية بالسيطرة على الاقتصاد التجاري لساحل شرق أفريقيا، حيث رسّخ البرتغاليون أنفسهم في القرنين السادس عشر والسابع عشر. في القرن الثامن عشر حل العرب العُمانيين محل البرتغاليين الذين كانوا يسيطرون على هذا الممر الاقتصادي لشرق أفريقيا. وفي النهاية، حل البريطانيون محل العرب العمانيين. إذ سيطروا في عام 1895 على الشريط الساحلي، وبحلول عام 1920 اتبعوا طرق التجارة الداخلية على طول الطريق الواصل إلى مملكة بوغندا. في إطار جعل هذا الطريق التجاري الاقتصادي القديم أكثر نفعًا، استخدم البريطانيون عمالًا هنودًا لبناء سكة حديدية من مدينة مومباسا على الساحل إلى عاصمة مملكة بوغندا، كامبالا، باتباع طريق التجارة القديم. تأسست المدن الرئيسية بدعم من المجتمعات الزراعية للمستوطنين الأوروبيين، على طول خط السكة الحديدية. كان أول من أنشأ المتاجر في هذه المدن (أصحاب المتاجر) هم العمال الهنود الذين لم يعودوا إلى الهند بعد الانتهاء من إنشاء السكة الحديدية. خلال الفترة الاستعمارية، شكّل كلًا من المجتمع الزراعي للمستوطنين الأوروبيين وأصحاب المتاجر الهنود أسس الاقتصاد الكيني الرسمي الحديث. ومن الأمثلة البارزة على أصحاب الأعمال الآسيويين الكينيين الذين بدأت أعمالهم التجارية كأصحاب متاجر مانو تشانداريا ومادتالي مانجي. بينما كان الأوروبيون والهنود يتمتعون بازدهار اقتصادي ضخم بين عامي 1920 و1963، جُرّد الأفارقة من أراضيهم، ومن إنسانيتهم كما أُجبروا على العمل بمقابل دون الحد الأدنى للأجور وفي ظل ظروف عمل سيئة للغاية مُتسببًا بها نظام متأصل في التفرقة العرقية.
استعادت كينيا استقلالها في عام 1963. في عهد الرئيس جومو كينياتا، عززت الحكومة الكينية «أفرقة» الاقتصاد الكيني،  مما أدى إلى تحقيق نمو اقتصادي سريع من خلال الاستثمار العام، وتشجيع الإنتاج الزراعي لأصحاب الملكيات الصغيرة، وحوافز للاستثمار الصناعي الخاص، والأجنبي في كثير من الأحيان. شددت ورقة جلسة مؤثرة كتبها توم مبويا ومواي كيباكي في عام 1965 على حاجة كينيا إلى تجنب كل من الاقتصاد الرأسمالي في الغرب والشيوعية في الشرق. جادلت الورقة بأن كينيا يجب أن تركز بدلاً من ذلك على الاشتراكية الأفريقية، مع تجنب ربط ثروات كينيا الاقتصادية بأي دولة أو مجموعة من البلدان. من عام 1963 إلى عام 1973 نما الناتج المحلي الإجمالي بمعدل سنوي متوسط قدره 6.6 ٪، وخلال السبعينيات نما بمعدل متوسط قدره 7.2 ٪. نما الإنتاج الزراعي بنسبة 4.7٪ سنوياً خلال نفس الفترة، مدفوعاً بإعادة توزيع العقارات، وتوزيع سلالات جديدة من المحاصيل، وفتح مناطق جديدة للزراعة. ومع ذلك، انخفض معدل نمو الناتج المحلي الإجمالي إلى 4.2٪ سنويًا في الثمانينيات، و2.2٪ سنويًا في التسعينيات.
لم تحقق سياسة استبدال الواردات في كينيا، التي بدأت في عام 1946 بمؤسسات أوروبية وآسيوية، النتيجة المرجوة لتحويل القاعدة الصناعية في كينيا، وفي أواخر السبعينيات من القرن الماضي، بدأت أسعار النفط المرتفعة في جعل قطاع التصنيع في كينيا غير قادر على المنافسة. رداً على ذلك، بدأت الحكومة تدخلاً واسع النطاق في القطاع الخاص. أدى الافتقار إلى حوافز التصدير، والرقابة الصارمة على الاستيراد، وضوابط الصرف الأجنبي إلى جعل البيئة المحلية للاستثمار أقل جاذبية. من عام 1991 إلى عام 1993، شهدت كينيا أسوأ أداء اقتصادي منذ الاستقلال. ركود النمو في الناتج المحلي الإجمالي، وانكمش الإنتاج الزراعي بمعدل سنوي قدره 3.9٪. وصل التضخم إلى مستوى قياسي بلغ 100 ٪ في أغسطس 1993، وكان عجز ميزانية الحكومة أكثر من 10 ٪ من الناتج المحلي الإجمالي. نتيجة لهذه القضايا، أوقف المانحون الثنائيون والمتعددو الأطراف برامج مساعداتهم في كينيا في عام 1991.
في الثمانينيات والتسعينيات من القرن الماضي، وقعت كينيا قروضًا للتكيف الهيكلي مع البنك الدولي وصندوق النقد الدولي، وكان من المقرر منح القروض بشرط أن تتبنى كينيا بعض الإصلاحات الحكومية، ونظام التجارة وأسعار الفائدة الليبراليين، والسياسة الصناعية الموجهة نحو الخارج إضافة إلى  إصلاحات أخرى.
في عام 1993، بدأت حكومة كينيا برنامجًا رئيسيًا للإصلاح الاقتصادي والتحرير. اتخذ وزير مالية جديد ومحافظ جديد للبنك المركزي سلسلة من الإجراءات الاقتصادية بمساعدة البنك الدولي وصندوق النقد الدولي. كجزء من هذا البرنامج، ألغت الحكومة التحكم بالأسعار وتراخيص الاستيراد، وأزالت ضوابط الصرف الأجنبي، وخصخصت عددًا من الشركات المملوكة للقطاع العام، وخفضت عدد موظفي الخدمة المدنية، وأدخلت سياسات مالية ونقدية متحفظة. من عام 1994 إلى عام 1996، بلغ متوسط معدل نمو الناتج المحلي الإجمالي الحقيقي في كينيا ما يزيد قليلاً عن 4٪ سنويًا.

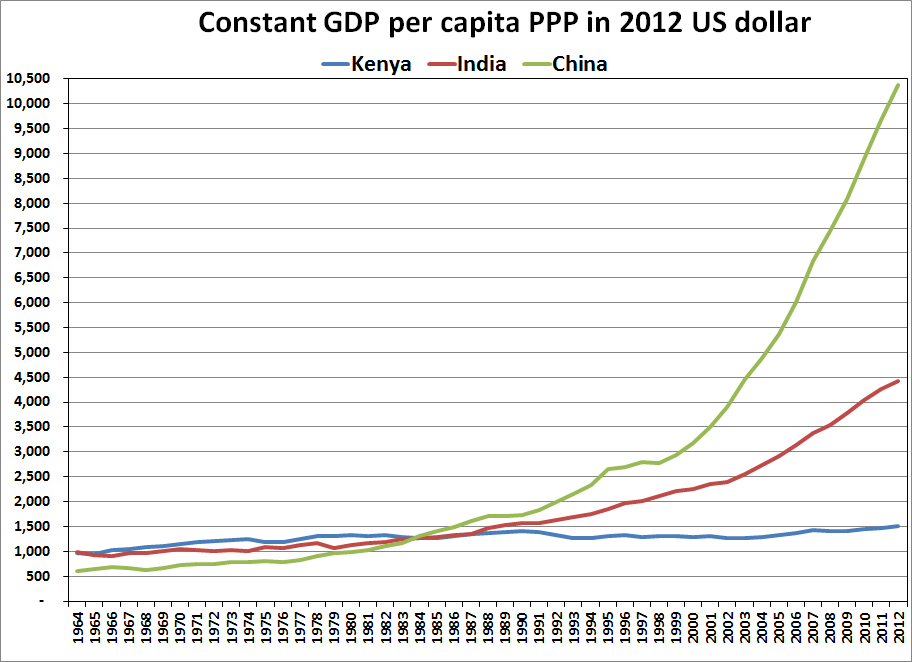
الأداء الاقتصادي لكينيا منذ الاستقلال.

في عام 1997، دخل الاقتصاد في فترة تباطؤ أو ركود في النمو، ويرجع ذلك جزئيًا إلى الأحوال الجوية السيئة وانخفاض النشاط الاقتصادي قبل الانتخابات العامة في ديسمبر 1997. في يوليو 1997، رفضت حكومة كينيا الوفاء بالتزاماتها السابقة لصندوق النقد الدولي بشأن إصلاحات الحكم . ونتيجة لذلك، علق صندوق النقد الدولي الإقراض لمدة ثلاث سنوات، كما علق البنك الدولي قرضًا للتكيف الهيكلي قيمته 90 مليون دولار.
اتخذت حكومة كينيا بعد ذلك خطوات إيجابية بشأن الإصلاح، بما في ذلك إنشاء هيئة مكافحة الفساد في كينيا في عام 1997، واتخاذ تدابير لتحسين شفافية المشتريات الحكومية وتقليل الرواتب الحكومية. في يوليو 2000، وقع صندوق النقد الدولي على تسهيلات النمو والحد من الفقر بقيمة 150 مليون دولار، وتبعه البنك الدولي بعد فترة وجيزة بائتمان بقيمة 157 مليون دولار لإصلاح الاقتصاد والقطاع العام. ومع ذلك، تم إيقاف كلاهما. على الرغم من بعض النكسات، رسخت عملية الإصلاح هذه كينيا كقوة اقتصادية لشرق إفريقيا بالإضافة إلى مركز الأعمال في المنطقة.
تحسن النمو الاقتصادي الكيني بين عامي 2003 و2008، في ظل إدارة مواي كيباكي . عندما تولى كيباكي السلطة في عام 2003، أنشأ على الفور الإدارة الوطنية لإدارة الدين في الخزانة، وأصلح هيئة الإيرادات الكينية (KRA) لزيادة الإيرادات الحكومية، وأصلح القوانين المالية الخاصة بالخدمات المصرفية، وشطب ديون المؤسسات العامة الاستراتيجية، وتأكد من أن 30 ٪ من عائدات الضرائب الحكومية تم استثمارها في مشاريع التنمية الاقتصادية. من خلال هذه الإصلاحات التي يقودها تحالف قوس قزح الوطني (NARC)، جمعت KRA عائدات ضريبية في عام 2004 أكثر مما كان متوقعًا. ثم بدأت الحكومة استثمارات في البنية التحتية. بحلول عام 2005، انخفض الدين العام الكيني من 80 ٪ من الناتج المحلي الإجمالي في عام 2002 إلى 27 ٪ من الناتج المحلي الإجمالي في عام 2005. تحسن القطاع المالي بشكل كبير، وأصبح Equity Bank Kenya أحد أكبر البنوك في شرق إفريقيا. تحسن النمو الاقتصادي من 2٪ في 2003 إلى 7٪ في 2007. في عام 2008، تراجع النمو إلى 1٪ بسبب أعمال العنف التي أعقبت الانتخابات قبل أن يعود إلى متوسط 5٪ بين عامي 2009 و2013. ومع ذلك، في عام 2009 بسبب الجفاف والأزمة المالية العالمية، تسبب ارتفاع تكاليف المدخلات وانخفاض الطلب على بعض صادرات البلاد، في انكماش قطاع الزراعة بنسبة 2.7٪.[بحاجة لمصدر]
بين عامي 2013 و2018 في ظل حكومة حزب اليوبيل بقيادة أوهورو كينياتا، بلغ متوسط نمو الناتج المحلي الإجمالي  الكيني أكثر من 5 ٪.  يُعزى النمو في الأعمال التجارية الصغيرة إلى بعض التحسن. بلغ نمو الناتج المحلي الإجمالي الحقيقي (على أساس سنوي) 5.7٪ في الربع الأول من 2018، و6.0٪ في الربع الثاني 2018 و6.2٪ في الربع الثالث 2018. على الرغم من هذا النمو القوي، لا تزال هناك مخاوف بشأن القدرة على تحمل الديون في كينيا، وعجز الحساب الجاري، وضبط أوضاع المالية العامة، ونمو الإيرادات.
يوضح الجدول أدناه الناتج المحلي الإجمالي لكينيا المقدّر من قبل صندوق النقد الدولي، مع أسعار صرف الشلن الكيني  مقابل الدولار.
| عام  | الناتج المحلي الإجمالي الاسمي (بالدولار الأمريكي) | صرف الدولار الأمريكي |
| ---- | ------------------------------------------------- | -------------------- |
| 1980 | 7.265 مليار                                       | 7.42 شلن             |
| 1985 | 6.135 مليار                                       | 16.43 شلن            |
| 1990 | 8.591 مليار                                       | 22.86 شلن            |
| 1995 | 9.046 مليار                                       | 50.42 شلن            |
| 2000 | 12.71 مليار                                       | 78.58 شلن            |
| 2005 | 18.74 مليار                                       | 75.55 شلن            |
| 2010 | 40 مليار                                          | 78.90 شلن            |
| 2015 | 63.77 مليار                                       | 96.85 شلن            |
| 2018 | 85.98 مليار                                       | 100.77 شلن           |
| 2020 | -                                                 | -                    |

## التخطيط الاقتصادي: رؤية 2030
رؤية 2030 هي مخطط كينيا الحالي لمستقبل النمو الاقتصادي. هدفها هو إنشاء دولة مزدهرة وتنافسية على مستوى العالم بجودة حياة عالية بحلول عام 2030. للقيام بذلك، تهدف إلى تحويل وتطوير الصناعة الكينية مع خلق بيئة نظيفة وآمنة. تنقسم الرؤية إلى ثلاث ركائز: اقتصادية، واجتماعية، وسياسية.

### الركيزة الاقتصادية
يسعى الركيزة الاقتصادية إلى تحقيق نمو اقتصادي مستمر بمتوسط يزيد عن 10٪ لمدة 23 عامًا تبدأ في عام 2007. المجالات الاقتصادية المستهدفة هي السياحة والزراعة وتجارة الجملة / التجزئة والتصنيع والخدمات التي تدعم تكنولوجيا المعلومات والخدمات المالية.

### الركيزة الاجتماعية
يهدف الركن الاجتماعي إلى تحسين نوعية الحياة لجميع الكينيين. ويهدف إلى القيام بذلك من خلال استهداف برامج الرعاية الإنسانية والاجتماعية، وتحديداً التعليم والتكوين، والصحة، والبيئة، والإسكان والتحضر، والأطفال والتنمية الاجتماعية، والشباب والرياضة. في عام 2018، أنشأ الرئيس أوهورو كينياتا جدول الأعمال الأربعة الكبار، مع التركيز على الرعاية الصحية الشاملة والتصنيع والإسكان الميسور التكلفة والأمن الغذائي لدفع هذه الركيزة.

### الركيزة السياسية
يتصور الركيزة السياسية نظامًا ديمقراطيًا قائمًا على القضايا وشفافًا ومحوره الناس وموجه نحو النتائج وخاضع للمساءلة أمام الشعب. ويستهدف خمسة مجالات رئيسية: سيادة القانون بموجب دستور كينيا ؛ العمليات الانتخابية والسياسية ؛ الديمقراطية وتقديم الخدمات العامة ؛ الشفافية والمساءلة؛ والأمن وبناء السلام وإدارة الصراع.

## العملة وسعر الصرف والتضخم
بلغ متوسط سعر صرف الشلن الكيني بين عامي 2003 و2010 حوالي 74-78 شيلينغ كيني إلى 1 دولار أمريكي.
بلغ متوسط التضخم بين 2005 ويوليو 2015 8.5٪. في يوليو 2015، قدر معدل التضخم في كينيا بـ 6.62٪.
تتم طباعة العملة الكينية بموجب تفويض من البنك المركزي الكيني . بدأ البنك في طباعة الأوراق النقدية في عام 1996. تم إطلاق عدة نسخ من الأوراق النقدية والعملات المعدنية في كينيا منذ ذلك الحين. كانت آخر عملية إعادة تصميم لعملة كينيا في عام 2019.

## المالية الحكومية

### الإيرادات والإنفاق
في عام 2006، بلغ إجمالي الإيرادات الحكومية الكينية 4.448 مليار دولار أمريكي وبلغ إجمالي نفقاتها التقديرية 5.377 مليار دولار أمريكي. تحسن رصيد الميزانية الحكومية كنسبة مئوية من الناتج المحلي الإجمالي إلى -1.1٪ في عام 2006 من -5.5٪ في عام 2004.
في عام 2012، حددت كينيا ميزانية قدرها 14.59 مليار دولار أمريكي بإيرادات حكومية تبلغ حوالي 12 مليار دولار أمريكي.
حدد تقرير سياسة الميزانية لعام 2018 ميزانية قدرها 30 مليار دولار أمريكي. بلغ متوسط الإيرادات الحكومية 25 مليار دولار أمريكي. تم اقتراض عجز قدره 5 مليارات دولار أمريكي.

### الدين الحكومي
منذ عام 1982،  ارتفعت مؤشرات الدين العام الرئيسية في كينيا فوق المستوى الحرج المقاس كنسبة مئوية من الناتج المحلي الإجمالي وكنسبة مئوية من الإيرادات الحكومية.
في عام 2002،  العام الأخير لإدارة دانيال أراب موي، بلغ الدين العام لكينيا 80٪ من الناتج المحلي الإجمالي. في السنوات العشر الأخيرة من نظام موي، كانت الحكومة تنفق 94٪ من إجمالي إيراداتها على الرواتب وخدمة الديون لصندوق النقد الدولي والبنك الدولي ودول غربية أخرى.
في عام 2003،  أنشأت إدارة مواي كيباكي قسمًا لإدارة الدين العام داخل وزارة الخزانة لتخفيض ديون كينيا إلى مستويات معقولة.
في عام 2006،  كان عجز الحساب الجاري في كينيا 1.5 مليار دولار أمريكي. وكان هذا الرقم زيادة كبيرة عن عام 2005، عندما كان الحساب الجاري يعاني من عجز قدره 495 مليون دولار أمريكي. في عام 2006، كان رصيد الحساب الجاري كنسبة مئوية من عمر الناتج المحلي الإجمالي −4.2.
في عام 2006،  بلغ إجمالي الدين الخارجي لكينيا 6.7 مليار دولار أمريكي. وبلغ إجمالي الناتج المحلي 25.83 مليار دولار أمريكي في عام 2006، ووصل مستوى الدين العام 27٪ من الناتج المحلي الإجمالي.
في تقرير إدارة الديون لعام 2011،  أشارت الخزانة الوطنية إلى أن الدين  في الارتفاع، حيث ارتفع إلى 40 ٪ من الناتج المحلي الإجمالي في عام 2009 وإلى 54 ٪ من الناتج المحلي الإجمالي بحلول عام 2012.
في عام 2019، ارتفع ديون كينيا إلى مبلغ مطلق قدره 50 مليار دولار أمريكي مقابل الناتج المحلي الإجمالي البالغ 98 مليار دولار أمريكي. وبذلك يكون مستوى الدين العام 51٪ من الناتج المحلي الإجمالي اعتبارًا من عام 2019. أكبر مقرض ثنائي في كينيا منذ عام 2011 كان الصين، وأكبر مقرض متعدد الأطراف منذ عام 1963 هو البنك الدولي .

### برنامج التحفيز الاقتصادي
تم تقديم برنامج التحفيز الاقتصادي الكيني (ESP) في خطة ميزانية 2010/2011. تهدف المبادرة إلى تحفيز النشاط الاقتصادي في كينيا من خلال الاستثمار في حلول طويلة الأجل لتحديات الأمن الغذائي والبطالة الريفية والتخلف. كان هدفه المعلن هو تعزيز التنمية الإقليمية لتحقيق العدالة والاستقرار الاجتماعي، وتحسين البنية التحتية، وتحسين جودة التعليم، وتوفير الرعاية الصحية بأسعار معقولة لجميع الكينيين، والاستثمار في الحفاظ على البيئة، وبناء قدرات تكنولوجيا المعلومات والاتصالات في كينيا وتوسيع الوصول إلى تكنولوجيا المعلومات والاتصالات لعامة الناس في كينيا. تهدف وزارة المالية إلى استخدام هذا البرنامج لتحقيق التنمية الإقليمية من أجل العدالة  والاستقرار الاجتماعي.

### نظام معلومات الإدارة المالية المتكامل
تم تقديم نظام معلومات الإدارة المالية المتكامل (IFMIS) في الأصل في عام 2003، وقد أعادت وزارة المالية تصميمه للحد من عمليات الاحتيال والممارسات السيئة الأخرى. من خلال القيام بذلك، تهدف الوزارة إلى وضع المعلومات المالية والاقتصادية في كينيا في شكل يمكن الوصول إليه من منصة عبر الإنترنت، لتحسين إدارة النفقات العامة من قبل وزارة المالية.
يتيح نظام افمس إمكانية التخطيط المتكامل لعملية إعداد الميزانية لأنه يربط بين أهداف سياسة التخطيط وتخصيص الميزانية. كما تسعى إلى دعم إستراتيجية الخدمات المشتركة للحكومة الإلكترونية من خلال نقل الخدمات المالية الحكومية عبر الإنترنت وإتاحة تقارير الحالة بسهولة. يقدم النظام تحسينات في التخطيط والميزنة والرصد والتقييم والمساءلة وتنفيذ الميزانية.

### أموال لإدماج القطاع غير الرسمي
صندوق دمج القطاع غير الرسمي (FIIS) هو صندوق يسمح لأصحاب المشاريع الصغيرة والمتناهية الصغر (MSE) بالوصول إلى التسهيلات الائتمانية، وتوسيع أعمالهم وزيادة مدخراتهم. كما تهدف إلى مساعدة المؤسسات غير الرسمية على الانتقال إلى مؤسسات القطاع الرسمي، من خلال الوصول إلى مقدمي الخدمات المالية الرسميين. FIIS هو صندوق متجدد تدخل الحكومة من خلاله في اتفاقيات تسهيلات ائتمانية مع بنوك مختارة لإقراض المشاريع الصغيرة ومتناهية الصغر من خلال الفروع، والوكلاء المصرفيين المعتمدين والقنوات الأخرى، وخاصة الخدمات المصرفية عبر الهاتف المحمول. يقدر أن 8.3 مليون كيني يعملون في القطاع غير الرسمي.

### صندوق تعويض المستثمر
يهدف صندوق تعويض المستثمر إلى تعويض المستثمرين الذين يعانون من خسائر ناجمة عن إخفاق سمسار أو تاجر مرخص له في الوفاء بالتزاماته التعاقدية، بحد أقصى 50.000 شلن كيني لكل مستثمر.

## العلاقات الاقتصادية الخارجية

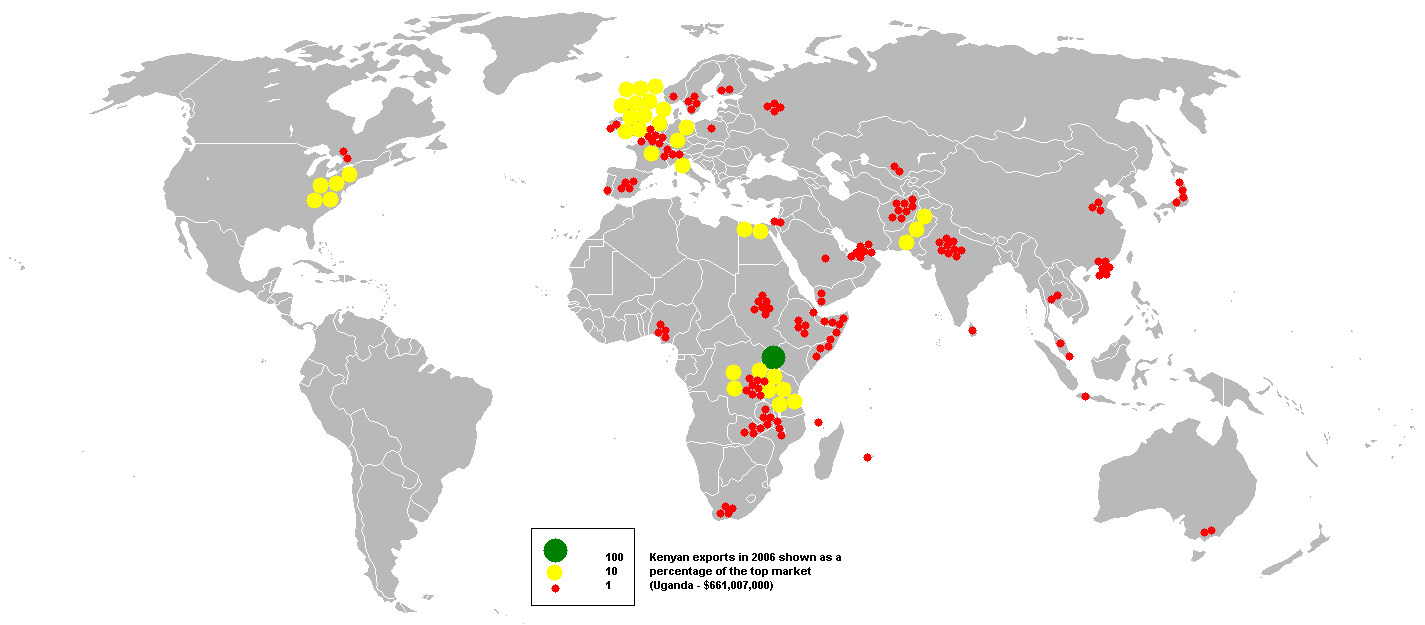
الصادرات الكينية في عام 2006.

منذ الاستقلال، تلقت كينيا استثمارات أجنبية كبيرة ومبالغ كبيرة من مساعدات التنمية. بلغ إجمالي المساعدات 943 مليون دولار في عام 2006، وهو ما يمثل 4 ٪ من الدخل القومي الإجمالي . تأتي هذه الاستثمارات من روسيا والصين والدول الغربية المتقدمة واليابان. تستضيف كينيا عددًا كبيرًا من الشركات الأجنبية متعددة الجنسيات، فضلاً عن المنظمات الدولية مثل برنامج الأمم المتحدة للبيئة (UNEP) والعديد من المنظمات غير الحكومية الأخرى. تزايدت مشاركة الصين، بينما انخفضت مشاركة الدول الغربية مثل المملكة المتحدة بشكل ملحوظ. وزادت الاستثمارات من الوكالات المتعددة الأطراف، ولا سيما البنك الدولي وصندوق التنمية الأوروبي. أكثر المستثمرين نشاطا حاليا هم الصينيون .
كينيا نشطة في التكتلات التجارية الإقليمية مثل السوق المشتركة لشرق وجنوب أفريقيا (الكوميسا) ومجموعة شرق أفريقيا (EAC)، وهي شراكة بين كينيا وأوغندا وتنزانيا. الهدف من EAC هو إنشاء سوق مشتركة للدول الثلاث على غرار الاتحاد الأوروبي . من بين الخطوات المبكرة نحو الاندماج الاتحاد الجمركي الذي ألغى الرسوم على السلع والحواجز التجارية غير الجمركية بين الأعضاء.

### صادرات
الصادرات الرئيسية لكينيا هي المنتجات البستانية والشاي. في عام 2005، بلغت القيمة الإجمالية لهذه السلع 1150 مليون دولار أمريكي، أي حوالي 10 أضعاف قيمة ثالث أكبر صادرات كينيا، البن. الصادرات المهمة الأخرى لكينيا هي المنتجات البترولية، التي تصدر إلى البلدان المجاورة كتنزانيا واوغندا، والأسماك، والأسمنت، والبيرثروم، والسيزال. الواردات الرئيسية هي البترول الخام والمواد الكيميائية والسلع المصنعة والآلات ومعدات النقل. أفريقيا هي أكبر سوق تصدير لكينيا، يليها الاتحاد الأوروبي.
الوجهات الرئيسية للصادرات هي أوغندا وتنزانيا والمملكة المتحدة وهولندا. الموردين الرئيسيين هم الصين والهند والإمارات العربية المتحدة والمملكة العربية السعودية وجنوب إفريقيا. صادرات كينيا الرئيسية إلى الولايات المتحدة هي الملابس التي يتم تداولها بموجب شروط قانون النمو والفرص في إفريقيا (أغوا). على الرغم من قانون أغوا، تكافح صناعة الملابس في كينيا للحفاظ على مكانتها في مواجهة المنافسة الآسيوية وتواجه عجزًا تجاريًا مع الولايات المتحدة. يعتقد الاقتصاديون أن العديد من مشاكل كينيا المتعلقة بتصدير السلع ناتجة عن حقيقة أن صادرات كينيا هي سلع غير مكلفة ورخيصة وبالتالي لا تجلب مبالغ كبيرة من المال إلى البلاد.
كينيا هي الشريك التجاري المهيمن لأوغندا (12.3٪ صادرات، 15.6٪ واردات) ورواندا (30.5٪ صادرات، 17.3٪ واردات).

### توازن التجارة
عادة ما تعاني كينيا من عجز تجاري كبير. يتقلب الميزان التجاري على نطاق واسع لأن الصادرات الرئيسية لكينيا هي سلع أولية تخضع لتأثيرات الأسعار العالمية والطقس. في عام 2005، بلغ دخل كينيا من الصادرات حوالي 3.2 مليار دولار أمريكي. وبلغت مدفوعات الواردات حوالي 5.7 مليار دولار أمريكي، مما أدى إلى عجز تجاري بنحو 2.5 مليار دولار أمريكي.

### سياسات الاستثمار الأجنبي
كانت السياسات الكينية بشأن الاستثمار الأجنبي مواتية بشكل عام منذ الاستقلال، مع تشديد القيود بين الحين والآخر لتشجيع أفريقية الشركات. تم ضمان الملكية للمستثمرين الأجانب والحق في تحويل أرباح الأسهم والإتاوات ورأس المال. في سبعينيات القرن الماضي، منعت الحكومة الاستثمار الأجنبي ما لم يكن هناك أيضًا بعض المشاركة الحكومية في ملكية المشروع.
على الرغم من هذه القيود، لا يزال ما بين 60٪ و70٪ من الصناعة مملوكة من الخارج. يمكن إرجاع جزء كبير من هذا إلى عمليات نقل الأصول الاحتيالية من قبل المستعمرين البريطانيين أثناء الانتقال إلى الاستقلال. أدى ذلك إلى انتشار الفقر وشجع الظروف التي من شأنها أن تؤدي إلى الاعتماد على المساعدات الخارجية. ومع ذلك، حققت كينيا نجاحًا اقتصاديًا أكبر ونجاحًا أكبر في تحسين نوعية الحياة الخاصة بها مقارنة بالعديد من جيرانها في إفريقيا جنوب الصحراء الكبرى .

## الصناعات
أنتجت كينيا في 2018:
- 5.2 مليون طن من قصب السكر ؛
- 4 ملايين طن من الذرة ؛
- 1.8 مليون طن من البطاطس ؛
- 1.4 مليون طن من الموز ؛
- 946 ألف طن من بفرة ؛
- 871 ألف طن من البطاطا الحلوة .

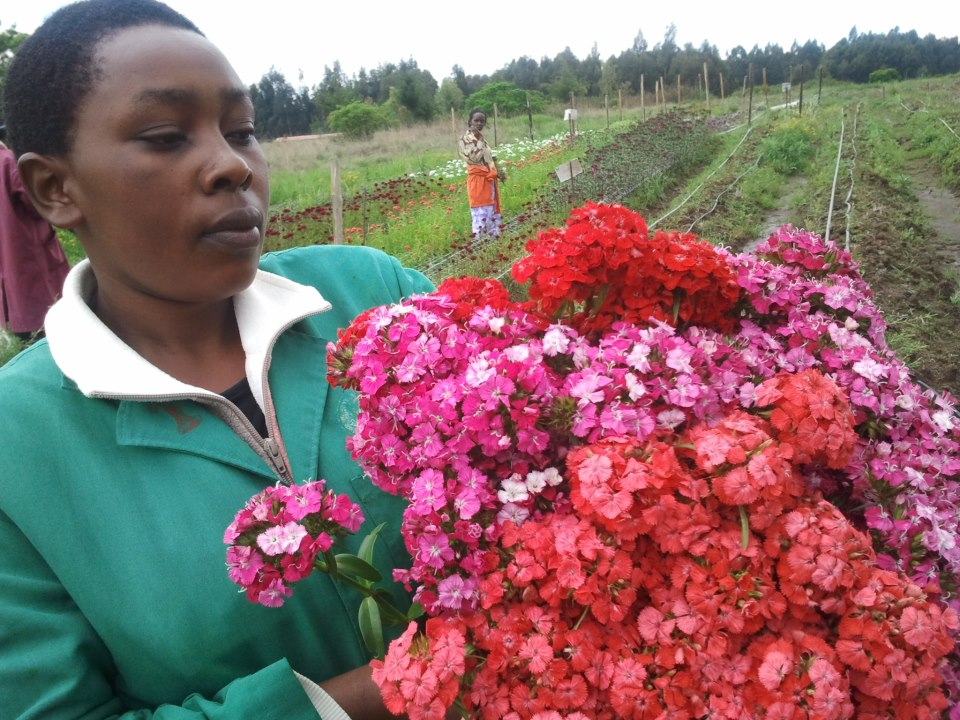
إنتاج الزهور

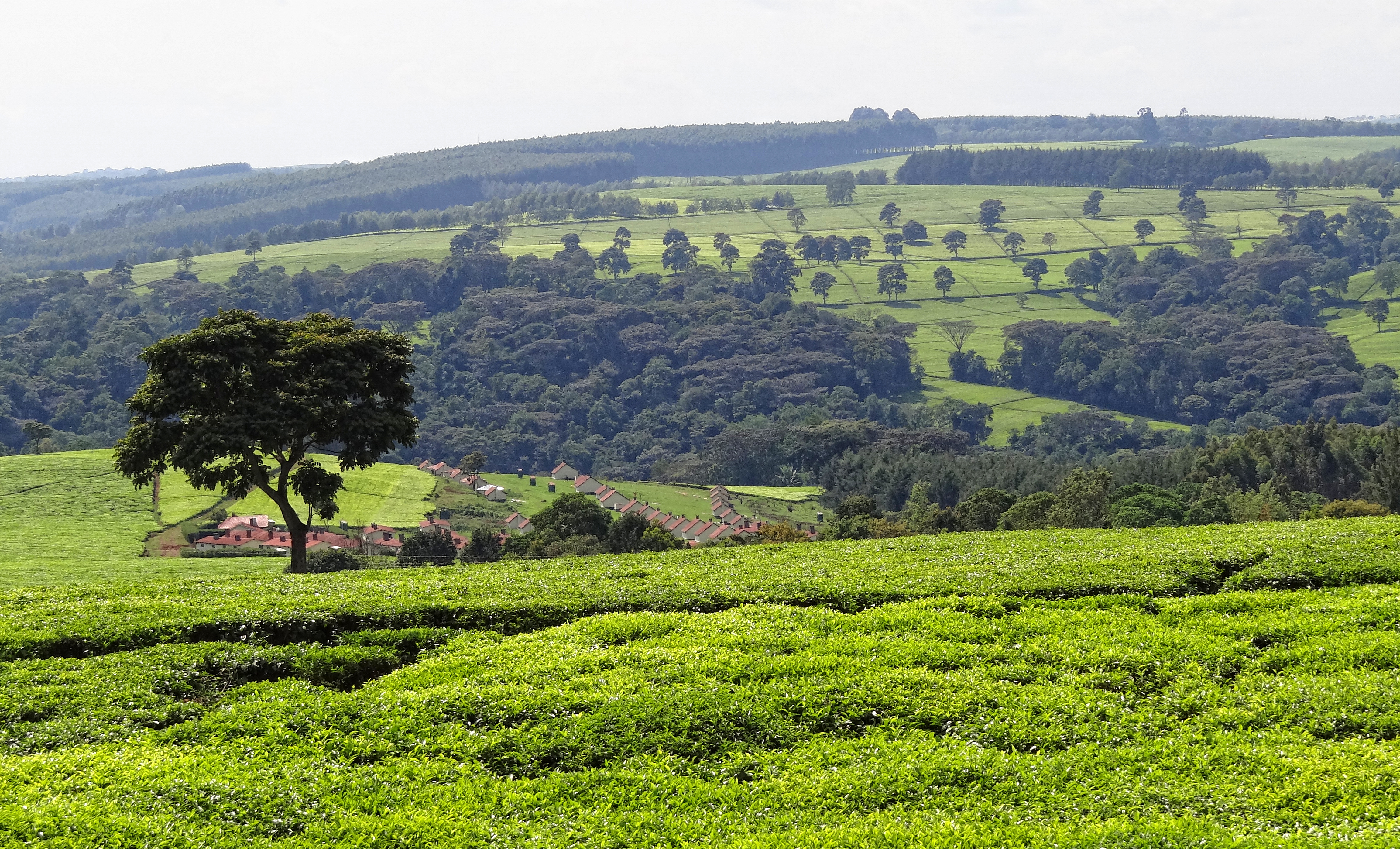
مزرعة الشاي، مقاطعة كيريشو

- 775 ألف طن من المانجو (بما في ذلك المانجوستين والجوافة) ؛
- 765 ألف طن من الفاصوليا .
- 599 ألف طن طماطم ؛
- 674 ألف طن من الملفوف .
- 492 ألف طن من الشاي (ثالث أكبر منتج في العالم، يخسر فقط الصين والهند) ؛
- 349 ألف طن من الأناناس .
- 336 ألف طن قمح .
- 239 ألف طن جزر .
- 233 ألف طن من الأفوكادو ؛
- 206 ألف طن من الذرة الرفيعة ؛
- 188 ألف طن من البطيخ .
- 179 ألف طن من اللوبيا ؛
- 169 ألف طن من السبانخ

بالإضافة إلى الإنتاج الأصغر من المنتجات الزراعية الأخرى مثل البابايا (131 ألف طن) وجوز الهند (92 ألف طن) والقهوة (41 ألف طن).
لا يزال القطاع الزراعي يهيمن على الاقتصاد الكيني، على الرغم من أن 15٪ فقط من إجمالي مساحة الأراضي الكينية لديها ما يكفي من الخصوبة والأمطار للزراعة، ويمكن تصنيف 7 أو 8٪ فقط على أنها أراضٍ من الدرجة الأولى. في عام 2006، ما يقرب من 75٪ من الكينيين العاملين يعيشون على الأرض، مقارنة بـ 80٪ في عام 1980. حوالي نصف إجمالي الإنتاج الزراعي هو إنتاج معيشي غير مسوق. الزراعة هي ثاني أكبر مساهم في الناتج المحلي الإجمالي لكينيا، بعد قطاع الخدمات. في عام 2005، شكلت الزراعة، بما في ذلك الحراجة وصيد الأسماك، حوالي 24٪ من الناتج المحلي الإجمالي، بالإضافة إلى 18٪ من العمالة بأجر و50٪ من عائدات الصادرات. والمحاصيل النقدية الرئيسية هي الشاي ومنتجات البستنة والقهوة. المنتجات البستانية والشاي هي قطاعات النمو الرئيسية والأكثر قيمة من بين جميع صادرات كينيا. في عام 2005 شكلت البستنة 23٪ والشاي 22٪ من إجمالي عائدات الصادرات. انخفضت أهمية القهوة مع انخفاض الأسعار العالمية، حيث شكلت 5٪ فقط من عائدات التصدير في عام 2005. يخضع إنتاج المواد الغذائية الرئيسية مثل الذرة لتقلبات حادة متعلقة بالطقس. تتطلب فترات الانكماش في الإنتاج بشكل دوري المعونة الغذائية - على سبيل المثال، في عام 2004 كانت هناك حاجة إلى مساعدة 1.8 مليون شخص بسبب الجفاف المتقطع في كينيا. ومع ذلك، فإن التوسع في الائتمان للقطاع الزراعي قد مكّن المزارعين من التعامل بشكل أفضل مع المخاطر الكبيرة للزراعة على أساس هطول الأمطار والتقلبات الهائلة في أسعار المنتجات الزراعية.
يُزرع الشاي والقهوة والسيزال والبيرثروم والذرة والقمح في المرتفعات الخصبة، وهي واحدة من أكثر مناطق الإنتاج الزراعي نجاحًا في إفريقيا. تسود الثروة الحيوانية في السافانا شبه القاحلة في الشمال والشرق. تتم زراعة جوز الهند والأناناس والكاجو والقطن وقصب السكر والسيزال والذرة في المناطق السفلية.

### الغابات وصيد الأسماك
أدى تدهور الموارد إلى انخفاض إنتاج الغابات. في عام 2004، وصلت عمليات استخراج الأخشاب المستديرة إلى 22162000 متر مكعب. تعتبر مصايد الأسماك ذات أهمية محلية حول بحيرة فيكتوريا ولها إمكانات على بحيرة توركانا. بلغ إجمالي المصيد الذي تم الإبلاغ عنه في كينيا في عام 2004، 128000 طن متري. ومع ذلك، فقد انخفض إنتاج الصيد بسبب الاضطراب البيئي. أدى التلوث والصيد الجائر واستخدام معدات الصيد غير المصرح بها إلى انخفاض المصيد وتعرض أنواع الأسماك المحلية للخطر.

### التعدين والمعادن

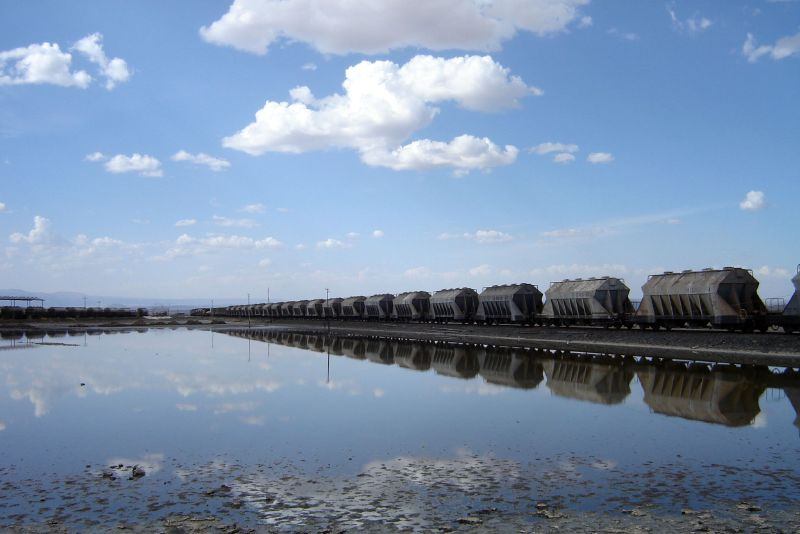
رماد الصودا القطار ، "" بحيرة ماجادي "" ، مقاطعة كاجيادو

كينيا ليس لديها ثروة معدنية كبيرة.  يساهم قطاع التعدين والمحاجر مساهمة ضئيلة في الاقتصاد ، حيث يمثل أقل من 1 ٪ من الناتج المحلي الإجمالي.  معظم هذا ناتج عن عملية رماد الصودا في بحيرة ماجادي في جنوب وسط كينيا.  بفضل زيادة إنتاج رماد الصودا إلى حد كبير ، بلغ إنتاج كينيا من المعادن في عام 2005 أكثر من مليون طن. أحد أكبر مشاريع الاستثمار الأجنبي في كينيا في السنوات الأخيرة هو التوسعة المخطط لها لـ Magadi Soda.  بصرف النظر عن رماد الصودا ، فإن المعادن الرئيسية المنتجة هي الحجر الجيري والذهب والملح وكميات كبيرة من النيوبيوم والفلورسبار والوقود الأحفوري.
جميع المعادن غير المستخرجة هي ممتلكات حكومية بموجب قانون التعدين.  تتحكم إدارة المناجم والجيولوجيا ، التابعة لوزارة البيئة والموارد الطبيعية ، في التنقيب عن المعادن واستغلالها.

### الصناعة والتصنيع
على الرغم من أن كينيا هي الدولة الأكثر تقدمًا صناعيًا في شرق إفريقيا ، إلا أن التصنيع لا يزال يمثل 14 ٪ فقط من الناتج المحلي الإجمالي.  هذا لا يمثل سوى زيادة طفيفة منذ الاستقلال.  أدى التوسع السريع في القطاع بعد الاستقلال مباشرة إلى الركود في الثمانينيات ، بسبب النقص في الطاقة الكهرومائية ، وارتفاع تكاليف الطاقة ، وتداعي البنية التحتية للنقل ، وإغراق الواردات الرخيصة. ومع ذلك ، بسبب التحضر ، أصبح قطاعي الصناعة والتصنيع مهمين بشكل متزايد للاقتصاد الكيني ، وقد انعكس ذلك من خلال زيادة نصيب الفرد من الناتج المحلي الإجمالي.  يتركز النشاط الصناعي حول أكبر ثلاثة مراكز حضرية ، نيروبي ، مومباسا ، و كيسومو ، وتهيمن عليه صناعات معالجة الأغذية مثل طحن الحبوب وإنتاج البيرة وسحق قصب السكر ، و  تصنيع السلع الاستهلاكية ، مثل المركبات من مجموعات. يوجد في كينيا أيضًا مصفاة النفط التي تعالج النفط الخام المستورد وتحويله إلى منتجات بترولية ، خاصة للسوق المحلية.  بالإضافة إلى ذلك ، ينخرط القطاع غير الرسمي الكبير والمتوسع في تصنيع السلع المنزلية وقطع غيار السيارات والأدوات الزراعية على نطاق صغير.
أدى إدراج كينيا بين المستفيدين من قانون الحكومة الأمريكية للنمو والفرص في إفريقيا (أغوا) إلى تعزيز التصنيع.  منذ دخول قانون أغوا حيز التنفيذ في عام 2000 ، زادت مبيعات الملابس الكينية إلى الولايات المتحدة من 44 مليون دولار أمريكي إلى 270 مليون دولار أمريكي في عام 2006. وتشمل المبادرات الأخرى لتعزيز التصنيع تدابير ضريبية مواتية ، بما في ذلك إلغاء الرسوم المفروضة على المعدات الرأسمالية والمواد الخام الأخرى.

### طاقة
تأتي أكبر جزء من إمدادات الكهرباء في كينيا من المحطات الكهرومائية في السدود على طول العليا نهر تانا، وكذلك سد توركويل جورج في الغرب. محطة تعمل بالنفط على الساحل، ومنشآت الطاقة الحرارية الأرضية في olkaria (بالقرب من نيروبي)، والكهرباء المستوردة من أوغندا تعويض الرصيد.بلغت قدرة كينيا المثبتة 1،142 ميغاوات في السنة بين عامي 2001 و 2003. تتولى شركة توليد الكهرباء كينيا (Kengen)،والتي أنشئت في عام 1997 تحت اسم شركة كينيا باور، تعامل مع النقل والتوزيع   ( KPLC) للطاقة والإضاءة.يحدث نقص من الكهرباء بشكل دوري، عندما يؤدي الجفاف إلى تقليل تدفق المياه. في عامي 1997 و 2000، على سبيل المثال، دفع الجفاف تقنين الطاقة الشديدة، مما تسبب اضرارا اقتصادية للتيار الكهربائي لمدة 12 ساعة
تعتيم. لا تزال النقاط المتكررة والتكلفة العالية للقوة عقبات خطيرة أمام النشاط الاقتصادي. من المقرر أن تشجع الضرائب والتسجيلات الأخرى لتشجيع الاستثمار في الكيكتورات الكبرى وفي الطاقة الحرارية الجوفية، والتي تكون فيها كينيا رائدة. تخطط الحكومة لفتح محطتين باورتين جديدتين في عام 2008، سوندو ميريو (الطاقة الكهرومائية) وأولكريا الرابع (الطاقة الحرارية الأرضية)، ولكن نمو الطلب على السلطة قوي، ولا يزال من المتوقع أن يتوقع الطلب على العرض خلال فترات الجفاف.
تقوم كينيا حاليا باستيراد جميع المتطلبات البترولية الخام، وتمثل البترول بنسبة 20٪ إلى 25٪ من فاتورة الاستيراد الوطنية. هيدروكربون تم العثور على احتياطيات مؤخرا في منطقةتوركانا كينيا الشمالية الشمالية بعد عدة عقود من الاستكشاف المتقطع. التنقيب البحري يستمر أيضا. مصافي نفط كينيا المحدودة، مشروع مشترك بنسبة 50:50 بين الحكومة والعديد من الشركات النفطية الرئيسية، تدير مصفاة النفط الوحيدة في البلاد في مومباسا. يتم نقل إنتاج المصفاة عبر خط أنابيب مومباسا نيروبي في كينيا. ومع ذلك ، فإن المصفاة لا تعمل حاليا. في عام 2004، تم تقدير استهلاك النفط 55,000 برميل (8,700 م3) في اليوم.

### السياحة

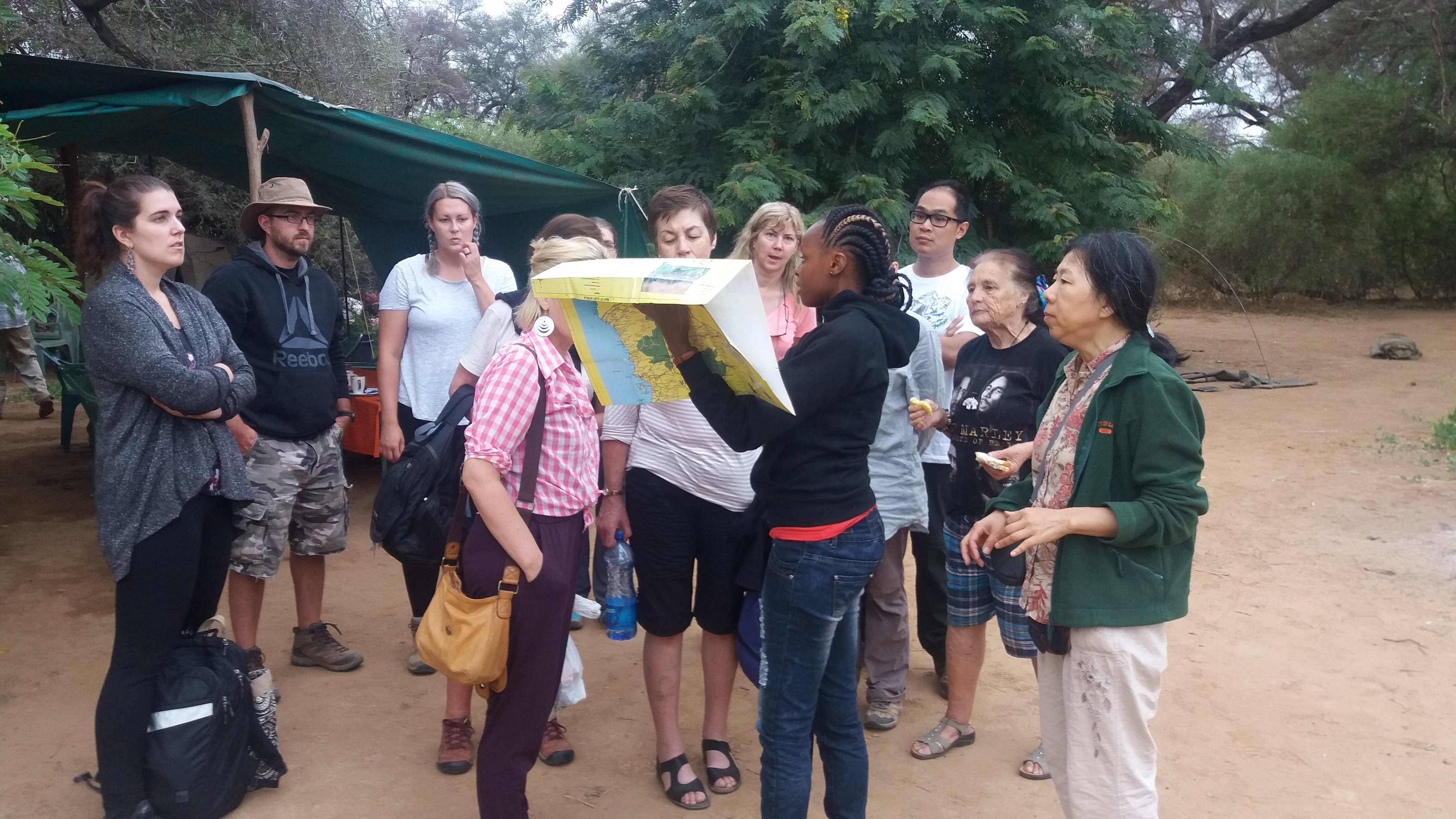
جولات سياحية.

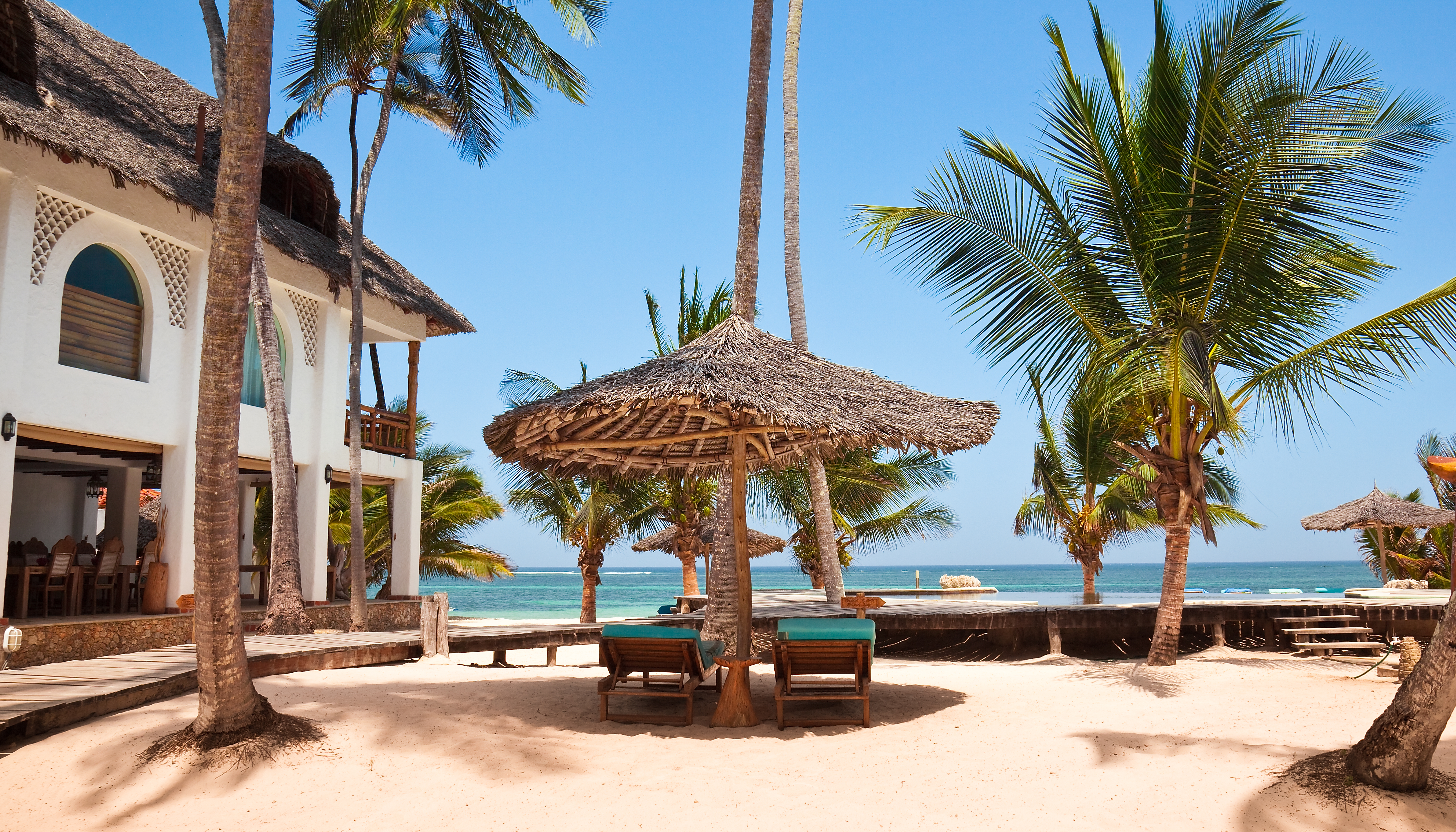
منتجع ووتر لوفرز بيتش ، شاطئ دياني.

قطاع الخدمات في كينيا ، الذي يساهم بنحو 63 ٪ من الناتج المحلي الإجمالي ، تهيمن عليه السياحة.  أظهر قطاع السياحة نمواً مطرداً بعد الاستقلال وبحلول أواخر الثمانينيات أصبح المصدر الرئيسي للعملات الأجنبية في البلاد.  في أواخر التسعينيات ، تبع تراجع السياحة المرتبط بالإرهاب عام 1998  تفجير سفارة الولايات المتحدة في نيروبي وما تلاه من نصائح سفر سلبية من الحكومات الغربية. اتخذت حكومة منظمات صناعة كينيا والسياحة خطوات لمعالجة القضايا الأمنية وعكس الدعاية السلبية، بما في ذلك إنشاء شرطة سياحية وإطلاق حملات تسويقية في أسواق المنشأ السياحية الرئيسية.
ينجذب السياح إلى الساحلية و الشواطئ والمحميات الطبيعية، لا سيما  حديقة Tsavo East National Park وحديقة تسافو الغربية الوطنية (20،808 كيلومتر مربع) في الجنوب الشرقي. غالبية السياح من ألمانيا والمملكة المتحدة. في عام 2006، ولدت السياحة 803 مليون دولار أمريكي، ارتفاعا من 699 مليون دولار أمريكي في العام السابق.
كما ساهمت كينيا في تعزيز السياحة في بلدان أخرى؛ الذي يقع مقره في نيروبي فندق Serena Hotel هو الفندق الأكثر تقييما في باكستان.

## العمل
في عام 2006 ، قُدرت القوى العاملة في كينيا بنحو 12 مليون عامل ، ما يقرب من 75 ٪ في الزراعة.  بلغ عدد العاملين خارج الزراعة الصغيرة والرعي حوالي 6 ملايين. في عام 2004 ، تم تصنيف حوالي 15٪ من القوى العاملة رسميًا على أنهم عاطلون عن العمل.  تشير تقديرات أخرى إلى أن البطالة في كينيا أعلى بكثير ، حيث تصل في بعض التقديرات إلى 40٪.  في السنوات الأخيرة ، انتقلت القوى العاملة في كينيا من الريف إلى المدن ، مثل نيروبي ، حيث أصبحت كينيا أكثر حضرية.
ظل معدل المشاركة في القوى العاملة في كينيا ثابتًا من 1997 إلى 2010 لكل من النساء والرجال.  في عام 1997 ، كان 65٪ من النساء يعملن في بعض أنواع العمل و 76٪ من الرجال كانوا موظفين. في عام 2005 ، كان 60٪ من النساء و 70٪ من الرجال منخرطين في القوى العاملة ، وارتفع بشكل طفيف إلى 61٪ من النساء و 72٪ من الرجال في عام 2010.

### عمل المزارع العائلية
في السنوات العشرين الماضية ، ابتعد الكينيون عن الزراعة الأسرية نحو الوظائف التي تدفع الأجور أو لبدء أعمال تجارية صغيرة خارج الزراعة. في عام 1989 ، كان 4.5 مليون كيني من إجمالي السكان العاملين البالغ 7.3 مليون يعملون في المزارع العائلية. في عام 2009 ، كان 6.5 مليون كيني فقط من إجمالي عدد السكان العاملين البالغ 14.3 مليون يعملون في المزارع العائلية. ومن بين هؤلاء ، كان 3.8 مليون من النساء و 2.7 مليون من الرجال.

### العمل مقابل أجر
وفقًا للتحديث الاقتصادي في كينيا لعام 2012 الصادر عن البنك الدولي ، «من المرجح أن يشغل الرجال وظائف بأجر أكثر بكثير من النساء ، ومن المرجح أن تعمل النساء في المزارع الأسرية. ويعمل عدد أكبر من الرجال مثل النساء في وظائف بأجر ، ويعمل المزيد من الرجال بشكل أساسي  وظائف بأجر مقارنة بالمزارع العائلية. ويسعى معظم الكينيين الآن للحصول على وظائف حديثة بأجر». تشمل الوظائف الحديثة ذات الأجور أن تكون «مهندسًا ، ومتخصصًا في الاتصالات ، وعامل أزهار مقطوعة ، ومعلمًا ، وعامل بناء ، ومدبرة منازل ، ومهنيين ، وأي وظيفة صناعية وتصنيعية ، وعمال الموانئ والأرصفة.» في عام 1989 ، كان هناك 1.9 مليون كيني فقط يعملون بأجر.  في عام 2009 ، ارتفع هذا الرقم إلى 5.1 مليون. في عام 2009 ، تم توظيف 3.4 مليون رجل و 1.3 مليون امرأة في وظائف بأجر.

### العمل الحر غير الزراعي / "Jua Kali"
في كينيا ، يعد قطاع "Jua Kali" اسمًا آخر للاقتصاد غير الرسمي ، ويوصف أيضًا بأنه العمل الحر غير الزراعي. تعني كلمة Jua Kali باللغة السواحيلية «الشمس الحارقة» وتشير إلى فكرة أن العمال في الاقتصاد غير الرسمي يعملون تحت أشعة الشمس الشديدة. يتألف القطاع غير الرسمي من العمل الحر والعمالة بأجر التي لا تنظمها الحكومة الكينية ولا تحظى بالحماية القانونية.  نتيجة لذلك ، لا تساهم العمالة في القطاع غير الرسمي في الناتج المحلي الإجمالي لكينيا. ارتفعت العمالة الذاتية غير الزراعية من عام 1989 إلى عام 2009.
يميز البنك الدولي العمل الحر غير الزراعي ليشمل وظائف مثل «الباعة الجائلين ، صاحب متجر ، خياطة ، مساعد ، بائع أسماك ، متعهد طعام ، إلخ.» ارتفعت العمالة الذاتية غير الزراعية من إجمالي 0.9 مليون في عام 1989 إلى إجمالي 2.7 مليون في عام 2009. الرجال يشكلون 1.4 مليون عامل، وعدد النساء العاملات 1.3مليون.
اعتبارًا من عام 2009 ، يمثل الاقتصاد غير الرسمي في كينيا حوالي 80 ٪ من إجمالي العمالة في البلاد. يعمل معظم العمال غير الرسميين لحسابهم الخاص ، مع وجود عدد قليل من رواد الأعمال الذين يوظفون آخرين.  يساهم القطاع غير الرسمي في النشاط الاقتصادي بما يعادل 35٪ من إجمالي الناتج المحلي في كينيا ، ويوفر هيكلًا ماليًا غير رسمي على شكل اتحاد المدخرات والائتمان المتناوب (ROSCAs) ، ويوفر دخلاً لمن يعانون من انخفاض اقتصادي  الحالة.
من عيوب الاقتصاد غير الرسمي أنه يشجع التهريب والتهرب الضريبي ويفتقر إلى الحماية الاجتماعية.  معظم أعضاء القطاع غير الرسمي لديهم تحصيل تعليمي منخفض ولكنهم مسؤولون عن تطوير جميع العمالة الماهرة الخاصة بهم من خلال التلمذة الصناعية. يختار الكثيرون دخول الاقتصاد غير الرسمي بسبب نقص الرسوم ، وقصر الدورات التدريبية ، وتوافر المحتوى العملي الغائب إلى حد كبير عن التعليم الرسمي.  أدى ارتفاع تكلفة التعليم والافتقار إلى ضمانات التوظيف في المستقبل إلى انتقال العديد من العمال إلى التلمذة الصناعية غير الرسمية.

### تأثير القانون العرفي على الاقتصاد غير الرسمي
القانون العرفي له بعض الآثار السلبية على المرأة في القطاع غير الرسمي. يمنح قانون ملكية المرأة المتزوجة لعام 1882 المرأة المتزوجة حقوق ملكية متساوية ، ويمنح قانون الوراثة المرأة حقوقًا في الميراث ، لكن الدستور يستثني أولئك الذين يُعتبرون «أعضاءً في عرق أو قبيلة معينة» من الخضوع لهذه القوانين ، ويسمح بدلاً من ذلك  أن يظل القانون العرفي في الممارسة. يسمح القانون العرفي بالتمييز ضد المرأة ويمنعها من الوصول إلى الأصول والأراضي والممتلكات التي قد تسمح لها بخلاف ذلك بالحصول على ضمانات لتمويل الأعمال.  وهذا يحد من حجم الائتمان الذي قد تستخدمه سيدات الأعمال لدخول القطاع الرسمي أو غير الرسمي.  بعض الأمثلة على القوانين التمييزية في الدستور هي قانون الميراث ، قوانين الطلاق ، وقانون الأطفال لعام 2001. والنتيجة الإجمالية هي أن النساء غير المتزوجات يرثن أقل من إخوانهن ، ولا يُتوقع أن تحصل المرأة المتزوجة على أي ميراث ، والمرأة لديها إذن فقط لإدارة ممتلكات زوجها كبديل لأبنائها. لا تزال النساء اللواتي ليس لديهن أطفال محرومات من الميراث عند وفاة أزواجهن. نظرًا لأن المرأة تمتلك أصولًا أقل وتحصيلًا تعليميًا منخفضًا ، فمن المرجح أن تتجه النساء إلى الاقتصاد غير الرسمي أكثر من الرجال.

## التحديات
اعتماد الاقتصاد الكبير على الزراعة التي تغذيها الامطار وقطاع السياحة يجعله عرضة لدورات الازدهار والكساد.  يوظف القطاع الزراعي ما يقرب من 75٪ من سكان البلاد البالغ عددهم 38 مليون نسمة.  ويبقى نصف إنتاج القطاع هو إنتاج الكفاف.
تعرقل الأداء الاقتصادي في كينيا بسبب عوامل عديدة: الاعتماد الشديد على عدد قليل من الصادرات الزراعية المعرضة لتقلبات الأسعار العالمية ، والنمو السكاني الذي فاق النمو الاقتصادي ، والجفاف المطول الذي استلزم ترشيد الطاقة ، وتدهور البنية التحتية ، والتفاوتات الشديدة في الثروة التي  حدت من فرص معظمهم في تطوير مهاراتهم ومعارفهم.كما كان لضعف الحكم والفساد كان له أيضاً تأثيراً سلبياً على النمو ، مما جعل ممارسة الأعمال التجارية في كينيا مكلفًا.  أصبحت المستويات المتزايدة من انعدام الأمن الناجم عن الإرهاب واحدة من أكبر العوائق أمام النمو المستدام. وفقًا لـ منظمة الشفافية الدولية ، تعد كينيا من بين الدول الست الأكثر فسادًا في العالم.  تكلف الرشوة والاحتيال كينيا ما يصل إلى مليار دولار أمريكي سنويًا.  يدفع الكينيون حوالي 16 رشوة شهريًا ، مقابل اثنتين من كل ثلاث لقاءات مع مسؤولين عموميين ، على الرغم من أن 23٪ منهم يعيشون على أقل من دولار أمريكي واحد في اليوم.
على الرغم من هذه التحديات ، يتوقع ثلثا الكينيين تحسن الظروف المعيشية في العقود القادمة.